# The Family (miniserie televisiva)
The Family è una docu-serie del 2019 prodotta e distribuita da Netflix. L'opera è basata sull'omonimo saggio del giornalista statunitense Jeff Sharlet.

## Trama
A partire dagli anni '30 del XX secolo nasce, negli Stati Uniti, una potente lobby cristiana che ha lo scopo di manipolare la politica nazionale e mondiale nel nome di Cristo rimanendo nell'ombra. La miniserie si incentra soprattutto sulla figura del più noto e potente esponente della storia del gruppo, Douglas Coe, e sull'istituzione del National Prayer Breakfast (evento organizzato dal gruppo in cui, dal 1953, partecipano tutti i presidenti degli Stati Uniti d'America e i politici più in vista). Secondariamente tratta anche le relazioni che i membri del gruppo intrattengono e hanno intrattenuto con diversi dittatori, come Muʿammar Gheddafi e Robert Mugabe, e delle ingerenze sulle politiche di altri paesi, come sarebbe accaduto in occasione del referendum costituzionale in Romania del 2018 volto ad introdurre nella costituzione del Paese il divieto dei matrimoni omosessuali.

## Episodi
| Nº | Titolo originale                 | Titolo italiano              | Data di uscita globale |
| -- | -------------------------------- | ---------------------------- | ---------------------- |
| 1  | Submersion                       | Immersione                   | 9 agosto 2019          |
| 2  | Chosen                           | Gli eletti                   | 9 agosto 2019          |
| 3  | New World order                  | Nuovo ordine mondiale        | 9 agosto 2019          |
| 4  | Dictators, Murderers and Thieves | Dittatori, assassini e ladri | 9 agosto 2019          |
| 5  | Wolf King                        | Re Lupo                      | 9 agosto 2019          |